# Abitala
Abitala (zm. po 1010 p.n.e.) – żona izraelskiego króla Dawida.
Dawid poślubił Abitalę w czasie, gdy panował w Hebronie, czyli przypuszczalnie między 1010 p.n.e. a 1003 p.n.e. Należy podkreślić, że datacja rządów Dawida, a co za tym data także ślubu z Abitalą, pozostają dyskusyjne. Ze związku Abitali i Dawida pochodził syn Szefatiasz. Więcej danych na temat Abitali źródła biblijne nie przekazały.